# Gaura (Uttar Pradesh)
Gaura es una ciudad censal situada en el distrito de Jaunpur en el estado de Uttar Pradesh (India). Su población es de 5618 habitantes (2011). 

## Demografía
Según el censo de 2011 la población de Gaura era de 5618 habitantes, de los cuales 2839 eran hombres y 2779 eran mujeres. Gaura tiene una tasa media de alfabetización del 81,51%, superior a la media estatal del 67,68%: la alfabetización masculina es del 90,51%, y la alfabetización femenina del 72,33%.